# Pere I de Grevalosa
Pere I de Grevalosa fou un noble català, Senyor de Castellar, fill de Arnau de Grevalosa. Els documents l'anomenen jurisperit i savi en dret i fa de notari. A més de Castellar era senyor de Granera i tenia alguns masos a Calders, entre altres propietats.
El 1298 està casat amb Guillema i tenen una filla anomenada Guillamona. Més tard el trobem casat amb una Margarida de la que té quatre fills: Pere o Pericó, que va ser l'hereu, Berenguer, Saurina i Agnès.
A l'any 1312 Pere denúncia davant del Veguer de Manresa l'atac dels homes de Prats de Rei que havien fet a Sant Esteve de Castellar, sembla una disputa per la llenya del bosc.
Els Grevalosa tenien casa a Manresa, al cantó nord de la Seu, i s'anomenava el Palau d'en Grevalosa. A l'any 1322, quan es comença la recol·lecta per la construcció del temple gòtic de la Seu, Pere de Grevalosa dona cinc-cents sous per l'obra de la capella de Sant Pere que es construirà en dita església, pagarà cada any cinquanta sous.
Al 1330 quan es casa la seva filla Saurina, Pere ja és mort. Molt probablement va ser enterrat a la capella de Sant Pere de la Seu.